# Мюлшу (Техас)
Мюлшу (англ. Muleshoe) — місто (англ. city) в США, в окрузі Бейлі штату Техас. Населення — 5160 осіб (2020).

## Географія
Мюлшу розташований за координатами 34°13′45″ пн. ш. 102°43′42″ зх. д. / 34.22917° пн. ш. 102.72833° зх. д. (34.229179, -102.728380).  За даними Бюро перепису населення США в 2010 році місто мало площу 8,89 км², уся площа — суходіл.

### Клімат
| Клімат : Мюлшу        | Клімат : Мюлшу | Клімат : Мюлшу | Клімат : Мюлшу | Клімат : Мюлшу | Клімат : Мюлшу | Клімат : Мюлшу | Клімат : Мюлшу | Клімат : Мюлшу | Клімат : Мюлшу | Клімат : Мюлшу | Клімат : Мюлшу | Клімат : Мюлшу | Клімат : Мюлшу |
| Показник              | Січ.           | Лют.           | Бер.           | Квіт.          | Трав.          | Черв.          | Лип.           | Серп.          | Вер.           | Жовт.          | Лист.          | Груд.          | Рік            |
| Середній максимум, °C | 11,1           | 13,9           | 18,3           | 22,8           | 27,8           | 32,2           | 33,3           | 32,2           | 28,3           | 23,3           | 16,1           | 11,7           | 22,6           |
| Середній мінімум, °C  | −6,7           | −4,4           | −1,1           | 3,9            | 9,4            | 14,4           | 16,7           | 16,1           | 12,2           | 5,0            | −1,7           | −6,1           | 4,9            |
| Норма опадів, мм      | 11             | 13             | 16             | 26             | 52             | 63             | 53             | 78             | 59             | 38             | 17             | 15             | 441            |
| --------------------- | -------------- | -------------- | -------------- | -------------- | -------------- | -------------- | -------------- | -------------- | -------------- | -------------- | -------------- | -------------- | -------------- |
| Джерело:              |                |                |                |                |                |                |                |                |                |                |                |                |                |

## Демографія
Згідно з переписом 2010 року, у місті мешкало 5158 осіб у 1727 домогосподарствах у складі 1295 родин. Густота населення становила 580 осіб/км².  Було 1898 помешкань (214/км²).
Расовий склад населення:
| - 75,2 % — білих - 1,5 % — корінних американців - 1,3 % — чорних або афроамериканців - 0,4 % — азіатів - 19,7 % — осіб інших рас |

До двох чи більше рас належало 2,0 %. Частка іспаномовних становила 64,3 % від усіх жителів.
За віковим діапазоном населення розподілялося таким чином: 32,4 % — особи молодші 18 років, 54,7 % — особи у віці 18—64 років, 12,9 % — особи у віці 65 років та старші. Медіана віку мешканця становила 30,6 року. На 100 осіб жіночої статі у місті припадало 99,9 чоловіків;  на 100 жінок у віці від 18 років та старших — 98,6 чоловіків також старших 18 років.
Середній дохід на одне домашнє господарство  становив 45 428 доларів США (медіана — 35 619), а середній дохід на одну сім'ю — 52 231 долар (медіана — 41 592). Медіана доходів становила 39 089 доларів для чоловіків та 22 205 доларів для жінок. За межею бідності перебувало 15,6 % осіб, у тому числі 19,9 % дітей у віці до 18 років та 21,5 % осіб у віці 65 років та старших.
Цивільне працевлаштоване населення становило 2277 осіб. Основні галузі зайнятості: освіта, охорона здоров'я та соціальна допомога — 20,6 %, транспорт — 16,3 %, мистецтво, розваги та відпочинок — 12,7 %, роздрібна торгівля — 9,8 %.